# Wasilij Obrazcow

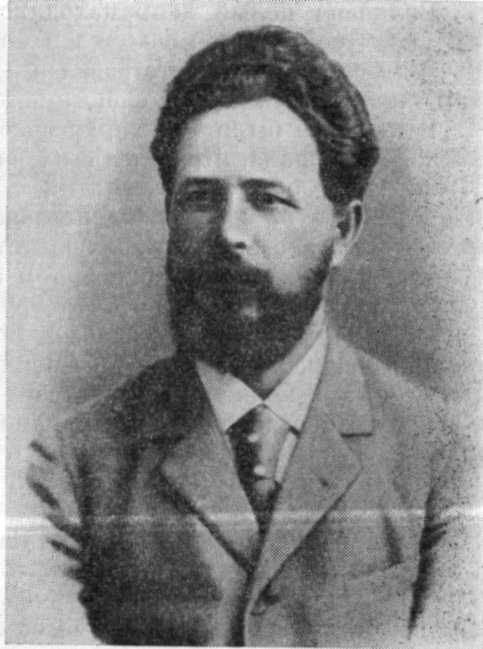
Wasilij Obrazcow

Wasilij Parmienowicz Obrazcow (ros. Василий Парменович Образцов, ur. 1 stycznia / 13 stycznia 1849 w Griazowcu, zm. 14 grudnia 1920 w Kijowie) – rosyjski lekarz. Ukończył studia na Akademii Medyko-Chirurgicznej w Sankt Petersburgu. Przypisuje mu się opisanie obrazu klinicznego zawału mięśnia sercowego.